# Virginia Key
Virginia Key est une petite île américaine de l'océan Atlantique relevant du comté de Miami-Dade, en Floride. Elle est située au sud de Miami Beach entre Fisher Island au nord et Key Biscayne au sud. Elle abrite notamment le Miami Seaquarium, grand aquarium public de l'agglomération de Miami.
L'île est parfois présentée comme la plus orientale et la plus septentrionale des Keys de Floride, mais (comme Key Biskayne très proche), elle est nettement détachée de l'archipel des Keys et ne dépend pas du même comté.